# Skipanes

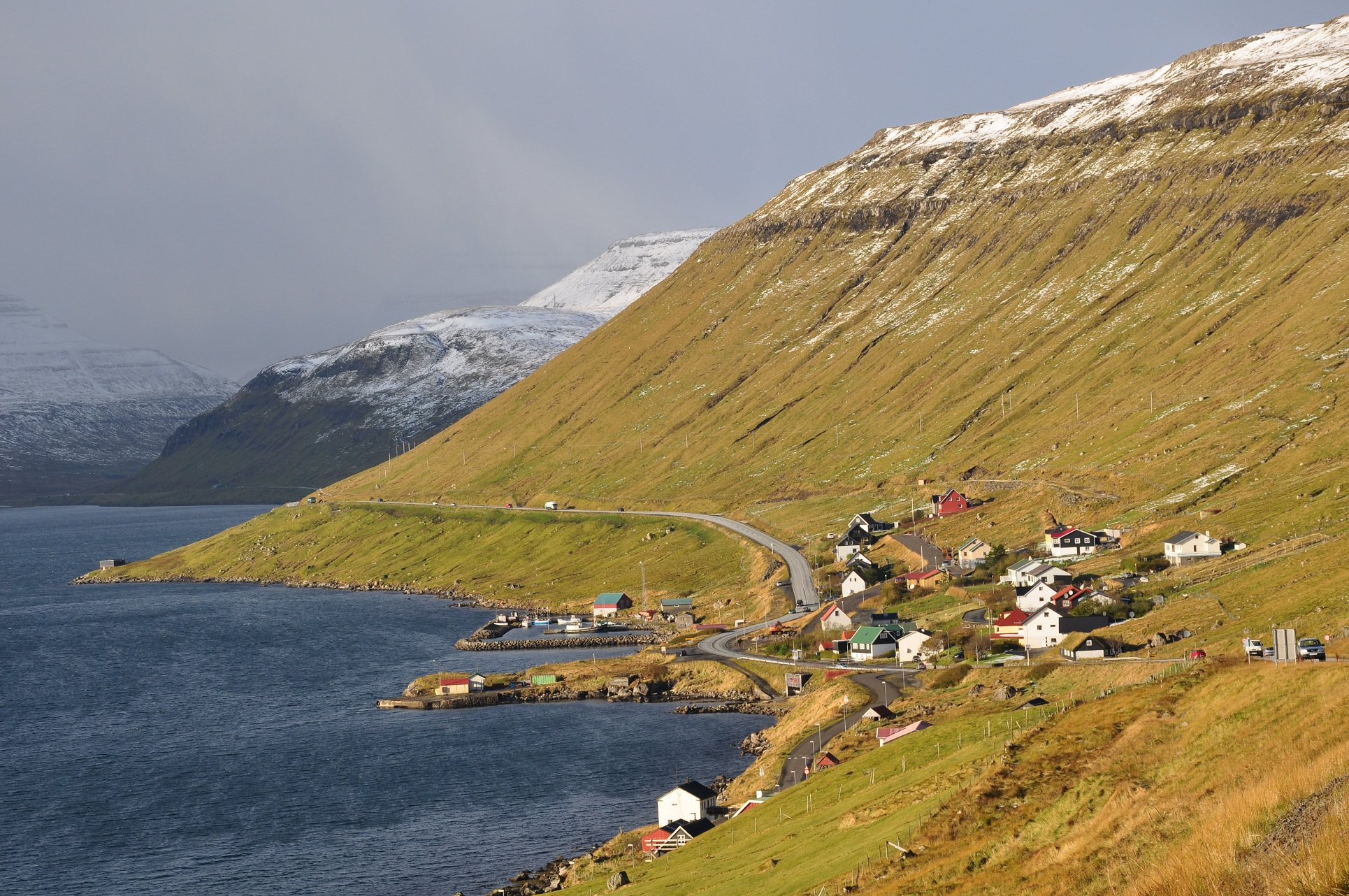
Skipanes am Skálafjørður

Skipanes [ˈʃiːpaneːs] (dänisch: Skibenæs) ist ein Ort der Färöer am Skálafjørður, dem längsten Fjord des Archipels, im Süden der Insel Eysturoy.
- Einwohner: 55 (1. Januar 2007)
- Postleitzahl: FO-665
- Kommune: Runavíkar kommuna

Der Name Skipanes bedeutet Schiffslandzunge, und es wird angenommen, dass hier schon die Wikinger im 8. Jahrhundert ankerten. Gemäß der Färingersaga  soll der Häuptling Tróndur í Gøtu um das Jahr 1000 seine Schiffe hier liegen gehabt haben. Wahrscheinlich hing das mit der günstigeren Lage in diesem Fjord zusammen, im Gegensatz zu der Bucht seines drei Kilometer entfernten Heimatortes Gøta im Osten. Eine Besiedlung zur Wikingerzeit konnte an dieser Stelle bisher aber nicht nachgewiesen werden.
Der Ort wurde 1841 gegründet und bildet heute den nördlichen Abschluss des zehn Kilometer langen Siedlungsgebiets entlang des Skálafjørður bis nach Toftir im Süden.